# Minerva (землесос)
Minerva — перше в історії судно — землесосний снаряд з двигуном, розрахованим на використання зрідженого природного газу (ЗПГ).

## Характеристики
У 2010-х роках розпочалось активне впровадження технології двигунів на ЗПГ для застосування на різних типах суден, включаючи технічний флот. Одним з них став земснаряд Minerva, споруджуваний на корабельні Royal IHC в Кіндердейк (Нідерланди) на замовлення бельгійської компанії DEME.
Судно, що стало до ладу весною 2017 року, матиме подовжений міждоковий період (до 7,5 року). Місткість бункеру становить 3,5 тис. м³ при глибині виїмки до 30 метрів. Завдяки використанню двопаливного двигуна судно може забезпечити істотне скорочення викидів шкідливих речовин.
Судно оснащене двома головними двигунами фінської компанії Wartsila типу 16VDZD потужністю по 2,4 МВт.

## Завдання судна
У вересні 2017-го року Minerva розпочало виконувати завдання на підхідному каналі порту ірландської столиці Дубліна (в межах Alexandra Basin Redevelopment Project).
В жовтні того ж року судно провадило днопоглиблення у бельгійському порту Остенде, при цьому вибраний ґрунт використовувався для намиву узбережжя в районі Nieuwpoort.
Тоді ж земснаряд задіяли на прокладанні траншей для кабелів бельгійської ж офшорної вітрової електростанції Рентел.
Влітку 2018 року Minerva прибуло до узбережжя Південної Америки, де разом із земснарядом Medway повинно було до лютого 2019-го поглибити з 9,6 до 10,2 метра уругвайський канал Martín García, який веде з естуарію Ла-Плата до нульового кілометру на річці Уругвай. Надалі компанії DEME та Boskalis (власник Medway) протягом п'яти років підтримуватимуть  тут глибину судового ходу. 
В недалекому майбутньому для судна запланували ще одне завдання в інтересах більгійської вітроенергетики — прокладання траншеї для  системи передачі енергії на берег від офшорної трансформаторної станції (Elia Modular Offshore Grid). Надалі туди укладатиме кабелі інше судно з двигуном на ЗПГ — Living Stone.